# Discografia de Iza
A discografia de Iza, uma cantora e compositora brasileira, compreende dois álbuns de estúdio e quatorze singles lançados em uma carreira iniciada em 2016, após assinar com a gravadora Warner Music. Em abril de 2018 lançou seu primeiro álbum, Dona de Mim, que contou com 14 faixas e participações de Rincon Sapiência, Ruxell, Marcelo Falcão, Ivete Sangalo, Carlinhos Brown, Gloria Groove e Thiaguinho. Pelo trabalho foi indicada ao Grammy Latino.
Em agosto de 2023, lançou seu segundo álbum, Afrodhit, que contou com 13 faixas e participações de MC Carol, Russo Passapusso, King, L7nnon, Djonga e Tiwa Savage.

## Álbuns

### Álbuns de estúdio
| Álbum       | Detalhes                                                                                          |
| ----------- | ------------------------------------------------------------------------------------------------- |
| Dona de Mim | - Lançamento: 27 de abril de 2018 - Formatos: CD, download digital, streaming - Gravadora: Warner |
| Afrodhit    | - Lançamento: 3 de agosto de 2023 - Formatos: Digital download, streaming - Gravadora: Warner     |

### Extendend play(EP)
| Álbum | Detalhes                                                                             |
| ----- | ------------------------------------------------------------------------------------ |
| Três  | - Lançamento: 2 de setembro de 2022 - Formatos: Download digital - Gravadora: Warner |

## Singles

### Como artista principal
| Título                                                                          | Ano  | Melhores posições | Melhores posições | Certificações  | Álbum                     |
| Título                                                                          | Ano  | BRA               | BRA Pop           | Certificações  | Álbum                     |
| ------------------------------------------------------------------------------- | ---- | ----------------- | ----------------- | -------------- | ------------------------- |
| "Te Pegar"                                                                      | 2017 | —                 | —                 |                | Adicionado à nenhum álbum |
| "Esse Brilho é Meu"                                                             | 2017 | —                 | —                 |                | Adicionado à nenhum álbum |
| "Pesadão" (part. Marcelo Falcão)                                                | 2017 | 41                | 1                 | - : 3× Platina | Dona de Mim               |
| "Ginga" (part. Rincon Sapiência)                                                | 2018 | 62                | 5                 |                | Dona de Mim               |
| "Dona de Mim"                                                                   | 2018 | 63                | 7                 |                | Dona de Mim               |
| "Brisa"                                                                         | 2019 | 48                | 1                 |                | Adicionado à nenhum álbum |
| "Meu Talismã"                                                                   | 2019 | 72                | 3                 |                | Adicionado à nenhum álbum |
| "Evapora" (com Ciara e Major Lazer)                                             | 2019 | 75                | 5                 |                | Adicionado à nenhum álbum |
| "Let Me Be the One" (com Maejor)                                                | 2020 | 44                | 3                 |                | Adicionado à nenhum álbum |
| "Gueto"                                                                         | 2021 | 30                | 1                 | - : Platina    | Adicionado à nenhum álbum |
| "Sem Filtro"                                                                    | 2021 | 59                | 1                 | - : Platina    | Adicionado à nenhum álbum |
| "Fé"                                                                            | 2022 | 71                | 2                 |                | Adicionado à nenhum álbum |
| "Mó Paz" (part. Ivandro)                                                        | 2022 | 39                | 1                 |                | Três                      |
| "Fé nas Maluca" (com MC Carol)                                                  | 2023 | —                 | —                 |                | Afrodhit                  |
| "Que Se Vá"                                                                     | 2023 | 73                | 1                 |                | Afrodhit                  |
| "Afrodite" (Delacruz e IZA)                                                     | 2024 | 85                | —                 | - : Platina    | Vinho                     |
| "—" denota singles que não entraram nas paradas musicais ou não foram lançados. |      |                   |                   |                |                           |

### Como artista convidada
| Título                                                   | Ano  | Álbum                     |
| -------------------------------------------------------- | ---- | ------------------------- |
| "Eu Sou o Carnaval" (Moraes Moreira part. Iza)           | 2018 | Adicionado à nenhum álbum |
| "Movimento" (Aretuza Lovi part. Iza)                     | 2018 | Mercadinho                |
| "Eu Só Preciso Ser" (Sandy part. Iza)                    | 2018 | Nós, Voz, Eles            |
| "YoYo" (Gloria Groove part. Iza)                         | 2019 | Adicionado à nenhum álbum |
| "Quem Mandou Chamar" (Tropkillaz part. Iza e Matuê)      | 2019 | Adicionado à nenhum álbum |
| "Será" (Lagum part. Iza)                                 | 2020 | Adicionado à nenhum álbum |
| "Onde A Gente Chegou" (Di Ferrero part. Iza)             | 2020 | Adicionado à nenhum álbum |
| "Bend The Knee" (Bruno Martini part. Iza e Timbaland)    | 2020 | Original                  |
| "Salve Baby" (Ivete Sangalo part. Iza)                   | 2022 | Onda Boa                  |
| "Cangaceira" (Falamansa part. Iza)                       | 2022 | Adicionado à nenhum álbum |
| "Me Perdoa" (Ferrugem e Iza)                             | 2022 | Adicionado à nenhum álbum |
| "Good Vibration" (Natiruts part. Iza)                    | 2022 | Good Vibration            |
| "Estou Apaixonado (Estoy Enamorado)" (Daniel part. Iza)  | 2023 | Duas Vozes                |
| "Quando Ela Passa" (L7nnon part. Iza, Alee, Ajaxx e HHR) | 2024 | IRRASTREÁVEL              |

### Singlespromocionais
| Título                                    | Ano  | Álbum                                         |
| ----------------------------------------- | ---- | --------------------------------------------- |
| "Quem Sabe Sou Eu"                        | 2016 | Rock Story                                    |
| "Um Amor Puro" (com Maria Gadú)           | 2018 | Adicionado à nenhum álbum                     |
| "Divino Maravilhoso" (com Caetano Veloso) | 2019 | Adicionado à nenhum álbum                     |
| "Droga"                                   | 2022 | Três                                          |
| "Mole"                                    | 2022 | Três                                          |
| "Cry Me a River"                          | 2024 | Garota do Momento                             |
| "Uma Vida É Pouco Pra Te Amar"            | 2024 | Afrodhit                                      |
| "Lay Me Down" (Sam Smith feat. IZA)       | 2024 | In The Lonely Hour (10th Anniversary Edition) |
| "Como Posso Amar Assim?"                  | 2024 | Adicionado à nenhum álbum                     |

## Outras aparições
| Título                      | Ano  | Outro(s) artista(s)                        | Álbum                                            |
| --------------------------- | ---- | ------------------------------------------ | ------------------------------------------------ |
| "I Put a Spell on You"      | 2017 | —                                          | Pega Pega                                        |
| "Vim Pra Ficar"             | 2018 | —                                          | O Sétimo Guardião                                |
| "I Will Survive"            | 2018 | Liniker e Nina Maia                        | Todas as Canções de Amor                         |
| "Fácil de Amar"             | 2019 | Ximena Sariñana                            | ¿Dónde Bailarán Las Niñas?                       |
| "Nesta Noite o Amor Chegou" | 2019 | Ícaro Silva, Glauco Marques e Ivan Parente | O Rei Leão (Trilha Sonora Original em Português) |
| "Paula e Bebeto"            | 2019 | Milton Nascimento                          | Malhação: Toda Forma de Amar                     |
| "Rei do Luau"               | 2020 | Rael                                       | Capim-Cidreiro: Infusão                          |
| "Enquanto Houver Sol"       | 2021 | Titãs                                      | Titãs Trio Acústico                              |
| "Good Vibration"            | 2021 | Natiruts                                   | Good Vibration Vol.1                             |
| "Medley Lud Session"        | 2024 | Ludmilla                                   | Não adicionado à nenhum álbum                    |

## Videoclipes
| Título                   | Ano  | Outro(s) artista(s) creditado(s) | Diretor(es)                  | Ref.   |
| ------------------------ | ---- | -------------------------------- | ---------------------------- | ------ |
| "Te Pegar"               | 2017 | Nenhum                           | Bernardo Fonseca             |        |
| "Esse Brilho é Meu"      | 2017 | Nenhum                           | Felipe Sassi                 |        |
| "Pesadão"                | 2017 | Marcelo Falcão                   | Felipe Sassi                 |        |
| "Ginga"                  | 2018 | Rincon Sapiência                 | Felipe Sassi                 |        |
| "Dona de Mim"            | 2018 | Nenhum                           | Felipe Sassi                 |        |
| "Divino Maravilhoso"     | 2019 | Caetano Veloso                   | Gustavo Toulhuizen           |        |
| "Brisa"                  | 2019 | Nenhum                           | Felipe Sassi                 |        |
| "Meu Talismã"            | 2019 | Nenhum                           | Felipe Sassi                 | [ 42 ] |
| “Evapora”                | 2019 | Ciara Major Lazer                | Felipe Sassi                 | [ 43 ] |
| “Let Me Be The One”      | 2020 | Maejor                           | Felipe Sassi                 | [ 44 ] |
| "Gueto"                  | 2021 | Nenhum                           | Felipe Sassi                 | [ 45 ] |
| "Sem Filtro"             | 2021 | Nenhum                           | Felipe Sassi                 |        |
| "Fé"                     | 2022 | Nenhum                           | Felipe Sassi                 |        |
| "Mó Paz"                 | 2022 | Ivandro                          | Felipe Sassi                 |        |
| "Mole"                   | 2022 | Nenhum                           | Felipe Sassi                 |        |
| "Droga"                  | 2022 | Nenhum                           | Felipe Sassi                 |        |
| "Fé nas Maluca"          | 2023 | MC Carol                         | Felipe Sassi                 | [ 46 ] |
| "Como Posso Amar Assim?" | 2024 | Nenhum                           | Arthur Bellini e Tom Barreto | [ 47 ] |

| Título               | Ano  | Artista principal | Diretor(es)     | Ref.   |
| -------------------- | ---- | ----------------- | --------------- | ------ |
| "Movimento"          | 2018 | Aretuza Lovi      | Felipe Sassi    |        |
| "Eu Só Preciso Ser"  | 2018 | Sandy             | Miguel Cariello |        |
| "Yoyo"               | 2019 | Gloria Groove     | Felipe Sassi    | [ 48 ] |
| "Quem Mandou Chamar" | 2019 | Tropkillaz        | Esteban Valdez  | [ 49 ] |
| "Será"               | 2020 | Lagum             | Phill Mendonça  | [ 50 ] |
| "Bend The Knee"      | 2020 | Bruno Martini     | Felipe Sassi    |        |
| "Afrodite"           | 2024 | Delacruz          | Philippe Rios   | [ 51 ] |

| Título                         | Ano  | Artista        |
| ------------------------------ | ---- | -------------- |
| "Tá Pra Nascer Quem Não Gosta" | 2017 | Seakret        |
| "Viver"                        | 2018 | Marcelo Falcão |